# Арменска планинска земя
Арменската планинска земя или Арменско плато (на арменски: Հայկական լեռնաշխարհ [Haykakan leṙnašxarh]; на турски: Ermeni platosu; на персийски: سرزمین کوهستانی ارمنستان; на грузински: სომხეთის მთიანეთი; на азербайджански: Ermənistan yaylası; на руски: Армянское нагорье) е средното от три поредни плата в Югозападна Азия.
Простира се на териториите на днешна Армения (почти цялата ѝ територия), източната част на Турция, северозападната част на Иран, част от Южна Грузия и части от Югозападен Азербайджан. В по-широк смисъл Арменската планинска земя включва планинските системи на Малък Кавказ, Тавър и Кюрдските планини. В тези си граници заема площ приблизително около 400 хил.km². На запад постепенно преминава в Анадолското плато, на югоизток постепенно се слива с Иранското плато, а на юг от неговото подножие се намира Месопотамската равнина. Платото е разделено на западна и източна част от Араратската равнина, където се намира и масивът Арарат.

## Геология
В геоложко-структурно отношение, Арменската планинска земя се явява част от Средиземноморско-алпийския нагънат пояс с широко развитие на мощни вулканогенно-седиментни слоеве с мезозойско-кайнозойска възраст и гранитни интрузии и хипербазити основно с горнокредна, палеогенска и неогенска възраст. На базата на тази геоложка даденост в пределите на Арменската планинска земя са известни многочислени, често големи находища на хромова руда – Гюлеман (Турция) и др., медно-пиритови руди – Мургул (Турция), Кварцхана (Грузия) и др., арсен – Кагизман (Турция), железни, златни, полиметални, манганови руди, каменна сол – Кулп (Турция), каменни въглища – Олту (Турция), а също и находища на нефт и газ.

## География

### Релеф
В релефа на Арменската планинска земя се съчетават нови, положителни сводови движения, образували неогеновите и антропогеновите лавово-туфови плата с наложени върху тях вулканични конуси и изостанали от общото издигане тектонски падини, разделени от нагънати блокови хребети. Много от хребетите (Джавахетски, Арсиянски, Агридаг и др.) са образувани от верига от „спящи“ (затихнали) вулкани, възникнали покрай големи разломи. Най-високите „спящи“ вулкани са: Голям Арарат 5165 m, (39°42′09″ с. ш. 44°17′56″ и. д. / 39.7025° с. ш. 44.298889° и. д.), Себелан 4821 m, Сюпхан 4434 m, Арагац 4090 m и др. Единственият действащ вулкан е Немрут 3050 m, разположен западно от езерото Ван с последно изригване през 1441 г. Най-големите и мощни вулканични хребети в Арменската планинска земя са: Зангезурски 3904 m, Паландьокен 3124 m, Бингьол 3250 m, Аладаг 3542 m, Котур 3623 m, Карадаг, Мушадаг, Карабахски 2724 m, Гегамски 3597 m, Бозкуш и др.
Характерни за района са тектонските падини, много често безотточни, части от които са заети от езера (Ван, Севан, Урмия и др.) с надморска височина от 700 до 2000 m. Най-големите котловини са: Араратска, Ерзурумска, Мушка, Тебризка. Най-обширни плата са: Карско, Ардаганско и Джавахетско.

### Климат
Климатът в Арменската планинска земя е субтропичен, континентален. Валежите са оскъдни: 300 – 800 mm в планините, 150 – 300 mm годишно в падините, като минимумът на валежите е през зимата, а максимумът – през пролетта. Зимата е дълга, в планините сурова, на север и запад снежна. Средната януарска температура е от -3 °C до -15 °C, а средната юлска от 15 до 20 °C, в падините до 25 °C.

### Води
В пределите на Арменската планинска земя се намират горните течения на реките Кура, Аракс, Ефрат, Голям Заб (ляв приток на Тигър), Чорох и др., а също и няколко големи езера Ван, Урмия (солени), Севан (сладководно) и др.). Има много минерални извори, в т.ч. термални.

### Почви, жив свят
Падините са заети от сухи степи и планински полупустини. Почвите са светлокафяви, кафяви и сиви. Покрай реките има пояси от крайречни ливади и храсти, а в напояваните райони – гъсто населени оазиси. По овлажнените западни склонове на планините, в пояса 800 – 1400 m са развити планински степи върху тъмнокафяви и черноземни почви. Между 1000 и 2300 m върху слабооподзолени кафяви горски почви се срещат гори от дъб и бор и храстовидни формации от шибляк и арчевник. По по-слабо овлажнените склонове, върху каменисти терени широко са разпространени редки горички от келяви ниски храсталаци. На височина 2000 – 3000 m има участъци от планински пасища, а нагоре преобладават скалистите ландшафти. Върховете Голям Арарат, Сюпхан и Капутджух са покрити с вечни снегове и ледници.
Животинският свят в Арменската планинска земя е представен предимно от гризачи и влечуги. Срещат се още сърни, планински козли, муфлони, мечки, барсове, ивичести хиени и др.